# Голан, Росс
Росс Голан (родился 8 апреля 1980) мульти-платиновый автор песен из северного пригорода Чикаго. Окончил среднюю школу в городе Дирфилд (Иллинойс) в 1998 году. Он изучал музыку в университете Южной Калифорнии и с тех пор выпустила песни с художниками включая Maroon 5, Джастин Бибер, Ники Минаж, Леди Довоенная, Майкл Бубле, Селена Гомес, Keith Urban, Ариана Гранде, Flo Rida, в одном направлении, Идина Мензел, Nelly, Деми Ловато, Джейсон Деруло, Меган Трейнор, Си Ло Грин, 5 Seconds of Summer, Линкин Парк, Принс Ройс, Shoop Dogg, Гевин Дегро, Colbie Caillat, Andy Grammer, Джеймс Блант, Big Sean, Трэвис Баркер, Lukas Graham, Скайлар Грей, Rixton, The Vamps и Icona Pop среди многих других. У него было несколько альбомов. Первый был издан в 2003 году на лейбе Corporation/EMI. Лейбл объединился с тогдашним президентом Phil Quatararo, и выпустили сингл «Reagan Baby». После этого Росс стал соучредителем и отправился в поход на ледник, который был гибридный издатель лейба Iionsgate группа выпустила EP-альбом до распада в 2009 году. На протяжении обоих проектов, Росс разработал one-man musical called, который является о человеке, который несправедливо обвинен в преступлении, которое совершил в Рино, штат Невада. Шоу открылось в феврале 2014 года и получил три Награды по четырём номинациям, включая лучший мюзикл, лучшую книгу и самый лучший слова и музыка. Саундтрек будет записан и выпущен дебютный записей. Росс тоже ведущий и писатель… который совместно с Джо Лондоне. В настоящее время с Warner/Chappel Music.

## Дискография
| Selena Gomez        | «Same Old Love» (#1 Top 40, #5 «Billboard») «Survivors» «Cologne» — Revival (#1 Billboard)                     |
| Flo Rida            | «My House» (#1 Top 40, #1 ITunes, #4 «Billboard») — My House (# 7 Billboard)                                   |
| Lady Antebellum     | «Compass» (#1 Country Country Billboard) — Golden (# 1 Billboard)                                              |
| Ariana Grande       | «Dangerous Woman» (#4 Top 40, #1 ITunes, #8 Billboard) — Dangerous Woman                                       |
| Justin Bieber       | «Take You» — Believe and Believe Acoustic (# 1 Billboard) and (# 1 Billboard)                                  |
| Nicki Minaj         | «Marilyn Monroe» (# 4 Bubbling Under Billboard) — Pink Friday: Roman Reloaded (# 1 Billboard)                  |
| Keith Urban         | «Shame» — Fuse (#1 Billboard)                                                                                  |
| Maroon 5            | «Unkiss Me» — V Deluxe (#1 Billboard)                                                                          |
| Maroon 5            | «Wipe Your Eyes» (# 80 Billboard) — Overexposed Deluxe (#2 Billboard)                                          |
| 5 Seconds of Summer | «Mrs All American» — 5 Seconds of Summer (#1 Billboard)                                                        |
| One Direction       | «If I Could Fly» (#83 Hot 100) — Made in the A.M. (#2 Billboard)                                               |
| Andy Grammer        | «Good To Be Alive (Hallelujah)» (#62 Hot 100, #11 Hot AC) — Magazines or Novels (# 19 Billboard)               |
| Andy Grammer        | «Fresh Eyes» (#59 Hot 100, #10 Hot AC)                                                                         |
| Michael Bublé       | «Today Is Yesterday’s Tomorrow» — Nobody But Me (# 2 Billboard)                                                |
| Gavin DeGraw        | «Fire» (#29 Hot AC) — Finest Hour: The Best of Gavin DeGraw                                                    |
| Meghan Trainor      | «Hopeless Romantic», «Mom feat. Kelli Trainor» — Thank You (# 3 Billboard)                                     |
| Cee Lo Green        | «Anyway» (# 12 UK R&B chart) — The Lady Killer: Platinum Edition                                               |
| Jason Derulo        | «Painkiller (featuring Meghan Trainor)» — Everything Is 4: (#4 Billboard)                                      |
| Demi Lovato         | «Hold Up» — Unbroken (# 4 Billboard)                                                                           |
| Charlie Puth        | «Then There’s You» — Nine Track Mind (#6 Billboard)                                                            |
| Lukas Graham        | «Take The World By Storm» «What Happened To Perfect» «Funeral» — Lukas Graham (Blue Album): (#3 Billboard)     |
| Little Mix          | «You Gotta Not» (#61 UK) — Glory Days: (#1 UK)                                                                 |
| Prince Royce        | «You Are Fire» — Soy el Mismo (#1 Latin Billboard and #1 Tropical Latin Billboard and Latin Grammy Nomination) |
| Prince Royce        | «Stuck On A Feeling» — (#16 Billboard Mainstream Radio)                                                        |
| Rixton              | «Wait on Me» and «Appreciated»- Let the Road (#33 Mainstream Billboard)                                        |
| Skylar Grey         | «Back From The Dead feat. Big Sean and Travis Barker» — Don’t Look Down (# 6 Billboard)                        |
| James Blunt         | «When I Find Love Again» — Moon Landing (#78 UK Singles chart)                                                 |
| Emblem3             | «3,000 Miles» — Nothing to Lose (#7 Billboard)                                                                 |
| Colbie Caillat      | «Live It Up» and «Nice Guys»- Gypsy Heart (#17 Billboard)                                                      |
| The Madden Brothers | «Love Pretenders» and «Empty Spirits»- Greetings from California (#1 Australia)                                |
| Medina              | «Happening» (#68 Germany) — Forever                                                                            |
| Eliza Doolittle     | «Let It Rain» — In Your Hands                                                                                  |
| Martina Stoessel    | «Don´t Cry For Me» — Tini (album)                                                                              |
| The Vamps           | ''Wake Up'' «I Found A Girl» «Held By Me» — Wake Up (#10 UK Albums Chart)                                      |

## Награды и премии
Ovation Awards
- 2014: Won for Book for an Original Musical for the Skylight Theatre Company production of The Wrong Man.
- 2014: Won for Lyrics/Music for an Original Musical for the Skylight Theatre Company production of The Wrong Man[8].